# Галадей Дмитро Олександрович
Дмитро Олександрович Галадей (нар. 26 серпня 1999, Дубно, Рівненська область, Україна) — український футболіст, правий вінґер та центральний нападник тернопільської «Ниви».

## Життєпис
Народився в місті Дубно, вихованець місцевого ДЮСШ. У ДЮФЛУ виступав за шепетівський «Пансіон». Дорослу футбольну кар'єру розпочав на аматорському рівні, у 2017 році приєднався до «Кременця-Академії» з чемпіонату Тернопільської області. У вище вказаному турнірі з 2018 по 2021 рік також виступав за «Вишнівець» та «Медобори» (Зелене).
14 лютого 2022 року підписав свій перший професійний контракт, з «Агробізнесом», але за команду так і не дебютував. На почакту квітня 2022 року виїхав до Чехії, де став гравцем нижчолігового клубу «Високе Мито». Проте й тут заграти не вдалося, Дмитро не провів за чеську команду жодного офіційного матчу.
Зрештою, гравець повернувся до України й 15 лютого 2023 року підписав контракт з «Нивою». Дебютував за тернопільський клуб 8 квітня 2023 року в програному (1:2) домашньому поєдинку 1-го туру чемпіонської групи Першої ліги України проти черкаського ЛНЗ. Галадей вийшов на поле в стартовому складі та відіграв увесь матч, а на 29-й хвилині отримав жовту картку. Першим голом на професійному рівні відзначився 14 травня 2023 року на 66-й хвилині програного (1:2) домашнього поєдинку 6-го туру чемпіонської групи Першої ліги України проти київської «Оболоні». Дмитро вийшов на поле на 65-й хвилині замість Андрія Різника, а на 83-й хвилині отримав жовту картку. 
У сезоні 2024/25 років визнавася найкращим гравцем туру в Першій лізі.